# Palača Mukden
Palača Mukden ili Carska palača u Shenyangu (kineski: 瀋陽故宮; pinyin: Shěnyáng Gùgōng) je bivša palača kineske dinastije Qing u gradu Shenyangu, poznatomi kao Mukden (Mandžurija). Izgrađena je od 1625. – 26. godine, i do 1644. godine (kada je dvor preseljen u Zabranjeni grad, u Pekingu), u njoj su živjela prva tri cara dinastije Qing, a danas je muzej.
Palača se sastoji od 114 građevina, i obnovljena je 1783. godine. U njoj se nalazi važna knjižnica u kojoj je zabilježen nastanak posljednje kineske dinastije, prije nego što je preselila svoju prijestolnicu u Peking, čime se središte moći u Kini preselilo u središte države. Nakon toga je ova palača postala palačom-ljetnikovcem, a glavna rezidencija je bio Zabranjeni grad. Palače je svjedočanstvo izvanredne arhitekture i povijesti dinstije Qing, te kulturnih tradicija Mandžuraca i drugih naroda sjeverne Kine. Zbog toga je upisana na UNESCO-ov popis mjesta svjetske baštine u Aziji i Oceaniji, zajedno sa Zabrenjenim gradom u Pekingu, 2004. godine.

## Povijest
Na ovom mjestu je palaču započeo graditi prvi car dinastije Qing, Nurhachi, 1625. godine, a 1631. ju je dovršio car Huang Taiji izgradnjom dodatnih građevina.
Nakon što se carska rezidencija preselila u Zabranjeni grad, palača Mukden je ostala samo regionalna palača. God. 1780., car Qianlong je dodatno proširio palaču, a njegovi nasljednici su često u njoj odsjedali skoro svake godine.
God. 1955., palača Mukden je pretvorena u "Muzej palače Shenyanga", što je i dan danas.

## Odlike
Zbog njezina plana, palaču Mukden se smatra za manju kopiju Zabranjenog grada, ali ga mandžurijski stil u arhitekturi razlikuje od originala. Glavna građevina na si sjever-jug je Dvorana Chong Zheng Dian, gdje je Car prisustvovao političkom životu (tu je npr. plemenu Juchen promijenjeno ime u Manchu, prema povijesnom vođi). Iza nje se nalaze Feniksov toranj (Feng Huang Lou) i Palača nebeskog mira (Qing Ning Gong) gdje su živjele careve konkubine. Dvorana velikih poslova (Da Zheng Dian), najstarija zgrada u palači, je glavna zgrada na istočnoj osi. Ispred nje se nalazi osam paviljona gdje su se poglavice mandžurijskih plemena sastajali kako bi raspravljali o državnim poslovima i drugim važnim ceremonijama.
- Ulaz u palaču
- Dvorana Chong Zheng Dian
- Dvorana iznutra
- Knjižnica palače
- Palača Qingling